# Макі (1944)
«Макі» (Maki, яп. 槇) — ескортний міноносець Імперського флоту Японії, який взяв участь у Другій світовій війні.

## Історія створення
Корабель, який став восьмим серед ескортних міноносців типу «Мацу», був закладений 10 лютого 1944 року на верфі флоту в Майдзуру. Спущений на воду 10 червня, став до ладу 10 серпня того ж року.

## Історія служби
Перші кілька місяців після завершення «Макі» займався тренуваннями у водах Японського архіпелагу, при цьому з 30 вересня 1944-го його включили до 43-ї дивізії ескадрених міноносців.
18 жовтня 1944-го японський флот дістав наказ вийти в море для протидії ворожій висадці на Філіппіни. Того ж дня «Макі» та ще один ескортний есмінець і легкий крейсер «Ісудзу» прибули до Саєкі (порт на північно-східному узбережжі Кюсю), щоб забезпечувати прохід кораблів адмірала Одзави через протоку Бунго (між Кюсю та Сікоку), на підступах до якої традиційно діяли ворожі підводні човни. За планами японського командування з'єднання Одзави, яке мало 4 авіаносці, але лише сотню літаків, мало відволікти на себе увагу супротивника, щоб дозволити головним силам адмірала Куріти атакувати транспорти десанту. Цей план дійсно спрацював (у частині відвернення уваги) і 25 жовтня американське ударне авіаносне з'єднання зайнялось кораблями Одзави, потопивши всі його авіаносці та ряд інших кораблів у бою біля мису Енгано. «Макі» при цьому спершу підібрав півтори сотні вцілілих з есмінця «Акідзукі», а потім допомагав «Ісудзу» в порятунку моряків з авіаносця «Тітосе». Сам «Макі» зазнав пошкоджень від прямого влучання бомби та кількох близьких вибухів, максимальна швидкість зменшилась до 20 вузлів, загинув 31 член екіпажу (та 4 моряки з «Акікадзе»).
Станом на початок грудня 1944-го «Макі» перебував на військово-морській базі Мако (на Пескадорських островах у південній частині Тайванської протоки). 6 грудня він вийшов звідси та приєднався до 2 есмінців, які супроводжували з Сінгапуру до Японії лінкор «Харуна» та авіаносець «Дзюнйо». На переході загін пройшов через район дій низки ворожих підводних човнів, при цьому 9 грудня «Плейс» поцілив «Макі» однією торпедою. Втім, останній зміг дістатись Нагасакі, а потім став на ремонт у Сасебо (можливо відзначити, що в цьому поході «Дзюнйо» теж був торпедований, але і йому вдалось дійти до бази).
26 березня 1945-го «Макі» прибув до Куре та залишався у водах Японського архіпелагу до самої капітуляції. При цьому 6 квітня «Макі» зі ще одним ескортним міноносцем та есмінцем супроводили з Токійської затоки до району протоки Бунго лінкор «Ямато», який вирушав у самогубчий рейд до Окінави.
У жовтні 1945-го «Макі» виключили зі списків ВМФ та призначили для участі в репатріації японців (по завершенні війни з окупованих територій на Японські острови вивезли кілька мільйонів військовослужбовців та цивільних осіб японської національності). У серпні 1947-го корабель передали британцям, які пустили його на злам.